# Campiglossa mitrata
Campiglossa mitrata är en tvåvingeart som först beskrevs av Munro 1957.  Campiglossa mitrata ingår i släktet Campiglossa och familjen borrflugor.
Artens utbredningsområde är Kenya. Inga underarter finns listade.